# Hans Theilig
Hans Theilig (Hamburg, 1914. augusztus 12. – ?, 1976. október 6.) olimpiai- és világbajnok német kézilabdázó.
Részt vett az 1936. évi nyári olimpiai játékokon, amit Berlinben rendeztek. A kézilabdatornán játszott, amit a német válogatott meg is nyert. A csapat veretlenül lett bajnok és mindenkit nagy arányban győztek le.
Az 1938-as férfi kézilabda-világbajnokságon, amit szintén Németországban rendeztek meg, világbajnok lett valamint az 1938-as férfi szabadtéri kézilabda-világbajnokságot is Németország rendezte meg és ezt a tornát is megnyerték.